# Застава Маурицијуса
Застава Маурицијуса је усвојена 12. марта 1968. када је ова земља стекла независност. Састоји се од четири једнаке хоризонталне пруге црвене, плаве, жуте и зелене боје. 
Цивилна застава је црвена а председничка плава са амблемом државне заставе и грбом Маурицијуса. Морнарска застава се састоји од неједнаких вертикалних пруга црвене, беле и плаве боје, а на њеном центру је амблем.
Боје на застави носе симболичко значење:
- црвена представља борбу за независност и слободу-
- плава означава Индијски океан усред којег се и налази ова земља.
- жута је симбол новог светла независности које обасјава острво.
- зелена - пољопривреду Маурициуса и његову боју током целе године.

## Галерија
- Цивилна застава Маурицијуса
- Председничка застава Маурицијуса
- Морнарска застава Маурицијуса